# Святослав Ярославич
Святосла́в Яросла́вич (в крещении Николай; 1027 — 27 декабря 1076, Киев) — третий сын Ярослава Мудрого и Ингигерды Шведской, князь черниговский, с 1073 года — великий князь киевский. Местночтимый святой (благоверный) Чернигова, память: 21 мая по юлианскому календарю.

## Биография

### Ранние годы и завещание Ярослава
Святослав впервые упоминается на страницах летописей под «6535» (то есть 1027) годом: «Родися третий сынъ Ярославу, и нарече имя ему Святославъ.». Второй раз в 1054 году, когда Ярослав поделил Русь между сыновьями.
Биография Святослава между этими датами точно не известна. Ряд историков (например, Алексеев С. В.) утверждали, что при жизни отца Святослав сидел князем во Владимире-Волынском.
В 1054 году, в результате раздела, Святослав получил Чернигов и прилегающие к нему земли. Но границы его державы известны лишь приблизительно.
В летописи описано, что Изяславу достался Киев, Святославу — Чернигов, Всеволоду Переяславль, Вячеславу Смоленск, Игорю Владимир-Волынский. Исследователи лишь строят предположение о границах этих владений. Так Н. М. Карамзин предполагал:

Князь Черниговский взял ещё отдаленный Тмуторокань, Рязань, Муром и страну Вятичей; Всеволод, кроме Переяславля, Ростов, Суздаль, Белоозеро и Поволжье, или берега Волги. — Н.М. Карамзин. История государства Российского. 
Глава IV ВЕЛИКИЙ КНЯЗЬ ИЗЯСЛАВ, НАЗВАННЫЙ В КРЕЩЕНИИ ДИМИТРИЕМ. Г. 1054-1077
Не все были согласны с оценкой владений, указанной Карамзиным. Уже С. М. Соловьев считал, что не только Муромо-Рязанская земля, но и Белозерье принадлежало Святославу, а Всеволод владел лишь Ростовской землёй. Притом Ростовская земля вплоть до 1057 года (когда умер Вячеслав) принадлежала их племяннику Ростиславу Владимировичу. Подобной же версии придерживается и С. В. Алексеев: к владениям Святослава кроме Чернигова он относит восточные владения за пределами Руси (Белую Вежу и Тмутаракань) и Ростово-Суздальский край, а владения Всеволода ограничивает Переяславской землёй В качестве подтверждения принадлежности Белозерья (или всего Ростово-Суздальского края) исследователи обращаются к событиям Ростовского восстания 1071 года усмиренного людьми Святослава. Принадлежность Посемья с Курском Святославу также по-разному оценивается историками. Так, П. В. Голубовский считал, что уже с 1054 года Посемье принадлежало Переяславлю, с этим был согласы В. В. Мавродин и отчасти А. К. Зайцев, хотя по мнению иных авторов этот регион принадлежал Святославу Черниговскому или был разделен между Переяславской и Черниговской землями

### Участник триумвирата
В 1054—1073 входил в так называемый «триумвират Ярославичей» и правил Древнерусским государством вместе со старшим братом Изяславом и младшим Всеволодом. При нём черниговский епископ принял статус митрополита и активизировалось строительство в Чернигове.
В 1060 году Святослав вместе с братьями ходил на торков и разбили их.
В 1064 году в Тмутаракани принадлежащей Святославу появился Ростислав Владимирович. Он был недоволен своими дядьями и ушёл (из Новгорода или по другой версии из Волыни) на юг. Появившись у Тмутаракани он выгнал сидящего в ней Глеба Святославича. Святослав, подойдя к городу в 1065 году, вернул Тмутаракань сыну, но после ухода Святослава в Чернигов, Ростислав вторично изгнал Глеба и утвердился в окрестностях до своей гибели в 1067 году.
В 1067 году Святослав вместе с братьями принимал участие в войне с Всеславом Полоцким и в пленении этого князя. В 1068 году Святослав вместе с братьями потерпел поражение на реке Альте, но в отличие от братьев смог 1 ноября 1068 года под Сновском Святослав нанести поражение половцам, причём «Новгородская первая летопись младшего извода» сообщает о пленении хана Шарукана. После бегства Изяслава в Польшу, а Всеслава, ненадолго в результате восстания занявшего киевский престол, — в Полоцк, приехал с братом Всеволодом в Киев и выступил в 1069 году посредником между киевлянами и Изяславом, приближающимся с польскими войсками.
В 1067 году сын Святослава Глеб стал князем новгородским. В 1069 году Глеб отбил Новгород от ушедшего из Киева в Полоцк Всеслава Брячиславича.
В 1072 году Святослав участвовал в перенесении мощей Бориса и Глеба. В это же время появилась «Правда Ярославичей» (дополнения «Русской Правды»)

### Киевское княжение
В 1073 году, вступив в заговор со Всеволодом, сверг Изяслава, который бежал в Европу. Всеволод переместился в Чернигов, уступив Переяславль Давыду Святославичу. На Волыни сел Олег Святославич. По некоторым данным, этой акции предшествовала активная внешняя политика Черниговского княжества, имевшая целью международную изоляцию Изяслава. В частности, он не получил польской поддержки, на которую рассчитывал; в то же время известно о союзе Святослава с поляками: в 1076 году Олег Святославич с Владимиром Всеволодовичем возглавляли русское войско в походе на помощь полякам против чехов. Таким образом большая часть Руси оказалась под контролем Святослава. Впрочем, Изяславу всё же удалось найти определённую поддержку за рубежом. Так, в 1075 году он сумел убедить кайзера Генриха IV отправить к Святославу посольство, целью которого было возвращение Киева Изяславу. Посольство это возглавил брат жены Святослава, Бурхард Трирский. В Лаврентьевской летописи это посольство описано следующим образом:
Въ се же лѣто придоша сли изъ нѣмець къ Святославу. Святослав же, величаяся, показа имъ богатьство свое. Они же, видѣвше безчисленое множьство злато, и сребро, и паволокы, рѣша: «Се нивъчтоже есть, се бо лежить мертво. Сего суть кметье луче. Мужи бо ся доищутъ и болше сего»Лаврентьевская летопись
Больше подробностей описано в "Истории Российской" Татищева:
Тогожъ году приходили послы нѣмецкiе къ Святославу о примиренiи его со старѣйшимъ братомъ Изяславомъ. Святославъ же, величаяся, нимало къ миру склонности показалъ, а показывалъ ко удивленiю великому ихъ великiя богатства. Они же, видѣвъ великое множество безчисленнаго богатства въ златѣ, сребрѣ, каменiи драгоцѣнномъ, парчахъ и всякихъ узорочьяхъ, сказали: "Сiе ни во что есть; понеже лежитъ мертво яко земля, лучше де всего добродѣтель, тою хвалиться подобаетъ государю, а не богатствомъ; понеже много государей есть, которые гораздо болѣе сего имѣютъ, но онымъ не хвалятся..."В. Н. Татищев, История Российская с древнейших времён
В хронике Ламберта Хересфельдского указано, что Генрих IV не просто пытался примирить двух братьев, но и угрожал Святославу войной, если тот не примет его требований. Впрочем, на самом деле он не мог действительно отправиться в поход на русские земли, так как был занят подавлением Саксонского восстания. Однако Святослав этого не знал, и поэтому он подкупил отправленное к нему посольство:
Без особливих зусиль Святослав купив його багатими дарами. Хроніст Ламберт Герцфельдський відзначив у своїх "Анналах": "Бурхард привіз королю стільки золота, срібла та дорогого вбрання, що ніхто не пам’ятає, щоб коли-небудь таке багатство ураз привозилося до німецької держави. Руський князь заплатив цими дарами королю за те, щоб він не допомагав його братові, якого він вигнав з держави". Німецький хроніст тут же додає, що у короля були зв’язані руки внутрішніми усобицями і Святослав міг би і не присилати таких багатих дарів.Л. В. Войтович, Княжа доба: портрети елiти
У Святослава сложились сложные отношения с печерскими монахами. Став киевским князем, Святослав активно помогал местной церкви: он не только присутствовал при закладке Печерской церкви, но сам начал копать ров для неё. А на продолжение строительства выделил 100 гривен золота и выделил поле из своих земель Лидер печерских монахов Феодосий активно боролся со Святославом, обзывая князя в своих обличительных речах. После основания храма Феодосий разрешил в церквях поминать Святослава в молитвах, но только после Изяслава. Лишь после смерти Феодосия в 1074 году у Святослава наладились отношения с монахами.
В этот период Святослав Ярославич также основал Симеоновский монастырь на Копыревом конце, ставшим родовым монастырём черниговских Ольговичей.
27 декабря 1076 года Святослав скончался на 50-м году жизни, став первой известной на Руси жертвой неудачной хирургической операции: он умер от «резания желве» (разрезания опухоли). Согласно Татищевской "Истории Российской", Святослав умер без хирургического вмешательства, от болезни:
Святославу, князю великому, приключилась тяжкая болезнь великихъ по тѣлу чирьевъ, и отъ великаго мученiя преставился декабря 27 дня; тѣло же его положено въ Черниговѣ у церкви всемилостиваго Спаса, былъ на великомъ княженiи 3 года, а всѣх жилъ 49 лѣтъ.Василий Никитич Татищев, История Российская с самых древнейших времён
Несмотря на то что Святослав умер на киевском княжении, похоронен он был в Чернигове. Киевский престол занял Всеволод, который вскоре вернул его Изяславу. Святославичи, сидевшие в Новгороде, Тмутаракани, Владимире-Волынском и ряде черниговских земель в 1077/1078 годы потеряли всё, кроме Тмутараканского княжества. И лишь только после ожесточённой борьбы по решению Любечского съезда князей (1097) смогли получить Черниговскую землю (включающую Чернигов, Новгород-Северский, Муром, Рязань и временами Курск).
В историю культуры вошёл как заказчик «Изборника Святослава», переписанного для него в 1073 году, который включает миниатюру, изображающую князя с семейством. Также Святославу приписывался заказ «Изборника» 1076 года, однако в настоящее время эта версия большинством исследователей отвергается.
В некоторых работах можно встретить указание на то, что христианским именем Святослава было "Симеон". Данных в пользу такого предположения немного: известно, что Святослав основал в Киеве монастырь святого Симеона. Кроме того, в списке Изборника 1073 года XV века сохранилась такая надпись, относящаяся к заказчику: "Великы въ црьхъ Сумеонъ". Впрочем, определённый круг исследователей полагает, что написанное явилось ошибкой переписчика, имевшего перед собой болгарский оригинал, где было указано имя царя Симеона.
Исследователи полагают, что в надписи (граффити) на стене Софийского собора в Киеве «Спаси, Господи, кагана нашего» речь идёт о Святославе Ярославиче.

### Семья
Святослав был женат дважды: первый раз на Килликии (или Кикилии, Цецилии), неизвестного происхождения.
Дети от 1-го брака
- Глеб (ум. 1078) — князь Тмутараканский (1064 и 1066—1068), Новгородский (1068—1073 и 1077—1078), Переяславский (1073—1077)
- Роман Красный (ум. 1079) — князь Тмутараканский с 1069
- Давыд (Давид) (ум. 1123) — князь Переяславский (1073—1076), князь Муромский (1076—1093), князь Смоленский в (1093—1095 и 1096—1097), князь Новгородский в (1094—1095), князь Черниговский (1097—1123)
- Олег (в крещении Михаил[37]) (ум. 1115) — князь Волынский (1073—1078), князь Тмутараканский (1083—1094), князь Черниговский (1094—1097).

Давыд и Олег стали родоначальниками двух знаменитых в XII веке ветвей черниговских князей, Давыдовичей и Ольговичей. Из Ольговичей был святой Михаил Черниговский, от которого происходят многие княжеские роды России. Ныне существующий род князей Горчаковых — потомки Святослава Ярославича по прямой мужской линии.
Дети от 2-го брака
От второго брака, с Одой (в русскоязычной историографии — Ода Штаденская), возможно дочерью маркграфа Луитпольда Бабенберга, родственницей папы Льва IX и императора Генриха III, имел одного сына — Ярослава, впоследствии также черниговского князя (на миниатюре маленький Ярослав изображён рядом с матерью); по немецким источникам, после смерти отца он воспитывался в Германии и потом вернулся на Русь, где нашёл зарытые матерью сокровища. Ярослав стал предком династии муромских и рязанских князей (впоследствии великих князей Рязанских), пресекшейся в начале XVI века.
Существует гипотеза (А. В. Назаренко), согласно которой от второго брака с Одой Штаденской у Святослава была ещё дочь, выданная замуж в Византию; её дочь, внучка Святослава, в первой четверти XII века попала в плен к сельджукам и стала матерью султана Кылыч-Арслана II, который, как известно из западных источников, считал себя через свою русскую мать родственником немецких крестоносцев.
От неизвестной матери
В родословиях также упоминаются:
1. Борис Святославич, князь Вщижский. С 1073 года княжил в Вышгороде (возможно, речь идет не о сыне, а о племяннике князя по имени Борис Вячеславич)
2. Игорь Святославич
3. Святослав Святославич, упомянут у Татищева
4. Вышеслава Святославна
5. Предислава Святославна. В 1116 — инокиня